# Вера Ибаньес, Энрике
Энрике Вера Ибаньес (исп. Enrique Vera Ibáñez; род. 31 мая 1954) — мексиканский и шведский легкоатлет, специалист по спортивной ходьбе. Выступал за сборную Мексики по лёгкой атлетике в 1976—1984 годах, в 1991 году отметился выступлением за Швецию. Обладатель серебряной медали чемпионата мира, победитель Кубка мира в командном зачёте.

## Биография
Энрике Вера Ибаньес родился 31 мая 1954 года.
Первого серьёзного успеха на международном уровне добился в сезоне 1975 года, когда вошёл в состав мексиканской сборной и выступил на чемпионате Центральной Америки и Карибского бассейна в Понсе, где в ходьбе на 20 км превзошёл всех соперников.
В 1976 году на чемпионате мира в Мальмё стал серебряным призёром в дисциплине 50 км, уступив лишь советскому ходоку Вениамину Солдатенко.
В 1977 году в ходьбе на 20 км выиграл серебряную медаль на чемпионате Центральной Америки и Карибского бассейна в Халапе, тогда как на Кубке мира по спортивной ходьбе в Милтон-Кинс в дисциплине 50 км был дисквалифицирован.
В 1979 году на Кубке мира в Эшборне с личным рекордом 3:43:59 финишировал вторым в личном зачёте 50 км и тем самым помог соотечественникам выиграть мужской командный зачёт (Кубок Лугано).
На Кубке мира 1981 года в Валенсии получил дисквалификацию на дистанции 50 км, при этом мексиканцам удалось стать бронзовыми призёрами командного зачёта.
В 1983 году стартовал в дисциплине 20 км на чемпионате мира в Хельсинки — установил личный рекорд 1:25:27, расположившись в итоговом протоколе соревнований на 16-й строке. На Кубке мира в Бергене, несмотря на дисквалификацию, вновь взял бронзу командного зачёта.
В 1980-х годах Вера Ибаньес женился на шведской легкоатлетке Сив Густавссон и переехал на постоянное жительство в Швецию. Их сыновья Ато Ибаньес (род. 1985) и Персеус Карлстрём (род. 1990) пошли по стопам родителей, тоже преуспев в спортивной ходьбе.
Получив шведское гражданство, в 1991 году Энрике Вера Ибаньес ещё успел выступить за Швецию на чемпионате мира в Токио, где в программе ходьбы на 50 км был дисквалифицирован.